# Chordeiles
Chordeiles és un gènere d'ocells de la família dels caprimúlgids (Caprimulgidae).

## Taxonomia
Segons la Classificació del Congrés Ornitològic Internacional (versió 3.2, 2013) aquest gènere està format per 6 espècies:
- enganyapastors de doble collar (Chordeiles acutipennis).
- enganyapastors de les Antilles (Chordeiles gundlachii).
- enganyapastors americà (Chordeiles minor).
- enganyapastors nacunda (Chordeiles nacunda).
- enganyapastors menut (Chordeiles pusillus).
- enganyapastors pàl·lid (Chordeiles rupestris).